# 212a Brigada Mixta (Exèrcit Popular de la República)
La 212a Brigada Mixta va ser una unitat de l'Exèrcit Popular de la República creada durant la Guerra Civil Espanyola. Al llarg de la contesa va estar desplegada en els fronts de Terol i Llevant.

## Historial
La unitat va ser creada el 28 d'agost de 1937, a Manzanares, a partir dels reemplaçaments de 1930, 1937 i 1938; no obstant això, la formació no quedaria realment completa fins a novembre. El comandament de la unitat va recaure en el comandant d'infanteria Carlos Abad López, i fou integrada a la 66a Divisió del XX Cos d'Exèrcit.
Més endavant la unitat seria traslladada des de la Manxa cap al front de Terol, en suport de l'ofensiva republicana que estava tenint lloc. La 212a BM va arribar a entrar en combat l'1 de gener de 1938, amb els reductes franquistes de Terol totalment aïllats. Quatre dies després va ser enviada al sector del riu Alfambra, passant a cobrir el flanc esquerre de la 61a Brigada Mixta, i després de la 59a Brigada Mixta. Per llavors la seva divisió es trobava agregada al XIII Cos d'Exèrcit. Quan al començament de febrer de 1938 es va produir la ofensiva franquista en el sector del Alfamba, la 212a BM va ser enviada en suport de les forces atacades; no obstant això, a causa de l'embranzida enemiga va haver de ser retirada. Posteriorment la unitat va passar a constituir la reserva del XIII Cos d'Exèrcit.
La 212a BM va arribar a intervenir en la campanya de Llevant, agregada a la 66a Divisió. Inicialment va cobrir el sector que anava des d'Aldehuela fins al Port del Escandón, prop de Terol, però el 2 de juliol la pressió enemiga la va obligar a retirar-se cap a Cublas. Va continuar en aquest front fins al final de la guerra.

## Comandaments
Comandants
- Comandant d'infanteria Carlos Abad López;[1][6]

Comissaris
- José María Alarcón Huerta,[7] del PSOE;

Caps d'Estat Major
- capità de milícies Manuel Sordo Díez;